# Baba Yetu
Baba Yetu est un chant composé par Christopher Tin, à l’origine pour le jeu vidéo Civilization IV, édité en 2005, et interprété par le Soweto Gospel Choir. C'est une adaptation musicale de la prière chrétienne du Notre Père, traduite en Swahili. Baba Yetu est la première musique d'un jeu vidéo à remporter un Grammy Award.

## Historique
Christopher Tin révèle être fan de la série de jeux Civilization. Alors à l'université Stanford, il rencontre Soren Johnson du studio Firaxis qui édite le jeu Civilization et celui-ci le contacte pour composer la musique du nouvel opus de la série. Pour le nouvel indicatif musical du jeu, Johnson et Tin s'inspirent des performances d'une chorale de l'université, spécialisée dans les musiques africaines. Baba Yetu sort donc en 2005 en même temps que le jeu Civilization IV. La chanson est ensuite intégrée à l'album Calling All Downs de Christopher Tin et sorti en 2009.
Par la suite, le morceau a été utilisé pour la cérémonie d’ouverture des Jeux mondiaux de 2009 à Kaohsiung. En février 2011, il reçoit le Grammy à la 53e cérémonie des Grammy Awards pour Best Instrumental Arrangement Accompanying Vocalist(s) six ans après sa sortie officielle dans le jeu,. La chanson avait déjà reçu en 2007 le prix du Best Original Vocal Song du Game Audio Network Guild et est également primée en 2011 aux Independent Music Awards dans les catégories Song – Song Used in Film/TV/Multimedia et Song – World Beat,. Baba Yetu est une des musiques d'accompagnement de The Dubai Fountain.

## Paroles
Le texte est une adaptation en Swahili de la prière Notre Père, pas une traduction littérale parfaite.
| Swahili | Français |
| Baba Yetu | Baba Yetu |
| --- | --- |
| Baba yetu, Yetu uliye Mbinguni yetu, Yetu amina! Baba yetu Yetu uliye M jina lako e litukuzwe. Utupe leo chakula chetu Tunachohitaji utusamehe Makosa yetu, hey! Kama nasi tunavyowasamehe Waliotukosea usitutie Katika majaribu, lakini Utuokoe, na yule, muovu e milele! Ufalme wako ufike utakalo Lifanyike duniani kama mbinguni. (Amina) | Notre Père, notre, qui êtes Aux cieux, notre, notre, amen! Notre Père, notre, qui êtes Que votre Nom soit magnifié Donnez-nous aujourd'hui notre nourriture Nous avons besoin que vous nous pardonniez Nos erreurs, hey Comme nous pardonnons à ceux Qui nous ont fait du mal, ne nous mettez pas Dans les tentations, mais Sauvez-nous, du malin, pour les siècles des siècles Que votre règne arrive, que ce que vous voulez soit fait sur Terre comme dans les cieux (Amen) |

## Récompenses
| Année | Récompense                            | Catégorie                                            | objet     | Résultat  | Ref    |
| ----- | ------------------------------------- | ---------------------------------------------------- | --------- | --------- | ------ |
| 2006  | Game Audio Network Guild              | Best Original Vocal Song – Choral                    | Baba Yetu | Lauréat   | [ 6 ]  |
| 2010  | International Songwriting Competition | Best World Music Song                                | Baba Yetu | 1re Place | [ 9 ]  |
| 2010  | John Lennon Songwriting Contest       | Best World Music Song                                | Baba Yetu | Finaliste | [ 10 ] |
| 2010  | USA Songwriting Competition           | Best World Music Song                                | Baba Yetu | Nommé     | [ 11 ] |
| 2011  | Independent Music Award               | Best World Beat Song                                 | Baba Yetu | Lauréat   | [ 5 ]  |
| 2011  | Independent Music Award               | Best Song Used in Film/TV/Multimedia                 | Baba Yetu | Lauréat   | [ 5 ]  |
| 2011  | Grammy awards                         | Best Instrumental Arrangement Accompanying Vocalists | Baba Yetu | Lauréat   | [ 4 ]  |
| 2016  | Guinness Book of World Records        | First Video Game Theme to Win a Grammy               | Baba Yetu | Lauréat   | [ 12 ] |

### Liens connexes
- Chorale
- Musiques du monde